# Llista de monuments de Mallorca
Aquesta pàgina és un llista de llistes de monuments de Mallorca catalogats com a Béns d'Interès Cultural. Les llistes desglossen els monuments per municipi:
| - Alaró - Alcúdia - Algaida - Andratx - Ariany - Artà - Banyalbufar - Binissalem - Búger - Bunyola - Calvià - Campanet - Campos - Capdepera | - Consell - Costitx - Deià - Escorca - Esporles - Estellencs - Felanitx - Fornalutx - Inca - Lloret de Vistalegre - Lloseta - Llubí - Llucmajor - Manacor | - Mancor de la Vall - Maria de la Salut - Marratxí - Montuïri - Muro - Palma - Petra - Sa Pobla - Pollença - Porreres - Puigpunyent - Ses Salines - Sant Joan - Sant Llorenç des Cardassar | - Santa Eugènia - Santa Margalida - Santa Maria del Camí - Santanyí - Selva - Sencelles - Sineu - Sóller - Son Servera - Valldemossa - Vilafranca de Bonany |

Són monuments comuns a diferents municipis:
| Monument                                                            | Tipus                      | Localització                | Coordenades                                          | Codi?         | Imatge                                    |
| ------------------------------------------------------------------- | -------------------------- | --------------------------- | ---------------------------------------------------- | ------------- | ----------------------------------------- |
| Sistema hidràulic de la Font d'en Baster                            | Construccions etnològiques | Palma i Esporles            | 39° 39′ 31″ N, 2° 35′ 50″ E / 39.658638°N,2.597335°E | RI-51-0011236 | Carregueu una nova foto d'aquest monument |
| Sistema hidràulic de Font de Mestre Pere i síquia de Na Cerdana     | Construccions etnològiques | Palma Valldemossa i Bunyola | 39° 39′ 30″ N, 2° 39′ 33″ E / 39.658404°N,2.659201°E | RI-51-0012021 | Carregueu una nova foto d'aquest monument |
| Sistema hidràulic de les síquies dels molins de Selva, Inca i Búger | Construccions etnològiques | Selva Inca i Búger          | 39° 45′ 19″ N, 2° 57′ 12″ E / 39.755367°N,2.953212°E | RI-51-0012331 | Carregueu una nova foto d'aquest monument |

Per decret 2563/1966 publicat al BOE l'11 d'octubre de 1966, es van declarar conjuntament com a monuments tots els megalítics, coves prehistòriques i altres restes prehistòriques i protohistòriques de les illes de Mallorca i Menorca, independentment del seu estat. Per al seu registre es va utilitzar com a referència l'obra Inventario de los monumentos megalíticos y de los restos prehistóricos y protohistóricos de Menorca, elaborada per J. Mascaró Passarius i publicada el 1967. Actualment, alguns dels monuments megalítics catalogats poden no tenir una localització precisa o poden ser en realitat jaciments pendents d'estudi arqueològic.
A més, existeixen setanta jaciments submarins declarants pel mateix decret com a monuments, identificats amb els codis de RI-51-0003036 a RI-51-0003105.